# Beaulieu (Haute-Loire)
Beaulieu település Franciaországban, Haute-Loire megyében. Lakosainak száma 1071 fő (2022. január 1.). Beaulieu Chamalières-sur-Loire, Lavoûte-sur-Loire, Malrevers, Rosières, Saint-Vincent és Vorey községekkel határos.

## Népesség
A település népességének változása:
| Lakosok száma | 570  | 739  | 836  | 896  | 998  | 1018 | 1029 | 1040 | 1043 | 1071 |
|               | 1968 | 1982 | 1990 | 2006 | 2013 | 2015 | 2017 | 2019 | 2020 | 2022 |